# Energia termica
In fisica l'energia termica è la forma di energia posseduta da qualsiasi corpo che abbia una temperatura superiore allo zero assoluto: si tratta di una grandezza estensiva, proporzionale alla temperatura e all'estensione del corpo, misurabile come quantità di sostanza, come massa o volume; la costante di proporzionalità tra l'energia termica e queste due variabili si chiama calore specifico.
In base al secondo principio della termodinamica, è considerata una forma di energia degradata in quanto non tutta l'energia termica può essere convertita in energia meccanica; al contrario ogni altra forma di energia ha la possibilità di convertirsi più o meno spontaneamente nel tempo tutta in energia termica (come l'energia meccanica per attrito, l'energia elettromagnetica per assorbimento della radiazione o energia elettrica per dissipazione resistiva).

## Descrizione

### Interpretazione microscopica
La somma dell'energia cinetica associata alle oscillazioni o al movimento delle molecole che costituiscono un corpo e dell'energia potenziale dovuta alla loro posizione reciproca costituisce l'energia interna. L'energia cinetica media {\displaystyle E_{c}} di tutte le molecole presa da sola costituisce invece l'energia termica. A livello microscopico l'energia cinetica media {\displaystyle E_{c}} delle molecole del sistema tiene conto dei moti di traslazione, di rotazione e di vibrazione delle molecole. La temperatura aumenta all'aumentare dell'energia cinetica media.
L'energia termica media di un sistema composto da {\displaystyle N} molecole aventi {\displaystyle f} gradi di libertà quadratici vale:
{\displaystyle E_{c}=N{\frac {f}{2}}k_{B}T}
dove {\displaystyle k_{B}=1{,}380\,649\cdot 10^{-23}\mathrm {\ J/K} } è la costante di Boltzmann e {\displaystyle T} è la temperatura assoluta. Il valore di {\displaystyle f} per un gas monoatomico è {\displaystyle 3}, per i gas biatomici {\displaystyle 5} e per le molecole più grandi a temperatura ambiente {\displaystyle 6}.

Rappresentazione dei diversi gradi di interazione nei tre stati di aggregazione della materia.

Tutte le sostanze sono composte da molecole. Tali molecole sono legate tra loro da forze intramolecolari di intensità più o meno grande.
Nei solidi le molecole non sono immobili nello spazio, ma oscillano attorno ad una loro posizione di equilibrio. Esse sono, quindi, in continua agitazione. Tuttavia dei legami abbastanza forti le tengono unite tra loro, cosicché la loro struttura risulta indeformabile: infatti tutti i solidi hanno una forma ed un volume proprio.
L'oscillazione delle molecole è di ampiezza più o meno grande a seconda della quantità di energia termica che un corpo possiede. Per temperature elevate le oscillazioni sono più ampie, mentre a temperature inferiori corrispondono oscillazioni più ridotte. Questo fatto spiega come la resistenza elettrica delle sostanze aumenti al crescere della temperatura: a temperature maggiori corrispondono oscillazioni di ampiezza maggiore delle molecole (o degli atomi) per cui le cariche responsabili della conduzione elettrica incontrano maggiore difficoltà nell'attraversare il materiale.
Nei liquidi le molecole sono legate tra loro da forze più deboli e per tale ragione un liquido non possiede una forma propria. Nei gas le molecole godono di un'estrema libertà di movimento. Esse si muovono in modo molto caotico e casuale in maniera tanto maggiore quanto più è alta la temperatura del gas.

## Produzione
L'energia termica può essere prodotta in grande quantità semplicemente attraverso le reazioni chimiche di combustione, oppure per mezzo di reazioni nucleari, o anche attraverso il passaggio di corrente elettrica attraverso un filo caratterizzato da una resistenza definita e maggiore di {\displaystyle 0} data dalla composizione del materiale che conduce (cioè per effetto Joule), come avviene nelle stufe elettriche e in tutti gli elettrodomestici che riscaldano l'ambiente (lavatrice, forno elettrico, ecc). Due sono le fonti naturali di energia termica: il Sole e il sottosuolo.

### Esempio
Se si fa passare corrente nella resistenza di uno scaldabagno, l'acqua si riscalda. Anche in questo caso si ha una trasformazione di energia: dalla forma elettrica alla forma termica.
Il consumo dell'energia elettrica servita per alimentare la resistenza può essere misurato da un contatore elettrico, mentre l'energia termica acquistata dall'acqua può essere misurata da un termometro che registra l'aumento di temperatura. L'aumento di temperatura testimonia l'acquisizione di energia termica da parte delle sostanze.

## Conversione in altre forme di energia

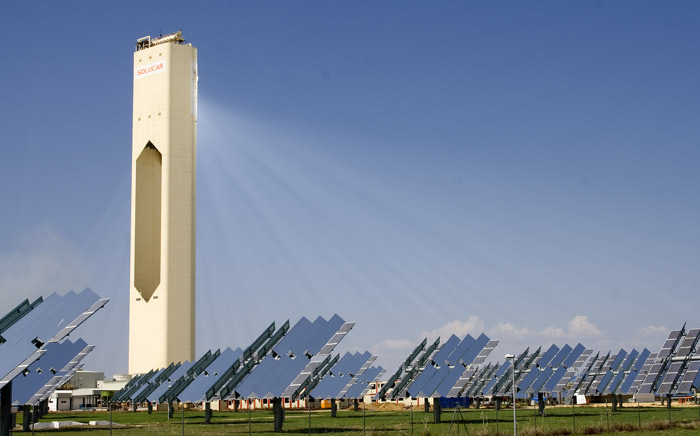
Centrale termica solare, per la conversione dell'energia termica solare in energia elettrica.

### Conversione in energia meccanica
Riscaldando un gas a volume costante, aumenta l'energia cinetica media delle particelle che lo compongono, che così incrementano la pressione sulle pareti del recipiente che le contiene. Il gas ha acquisito energia potenziale, a livello macroscopico, ed è così in grado, eventualmente, di espandersi e poter compiere un lavoro meccanico come avviene comunemente nelle macchine termiche.
L'energia potenziale acquisita dal gas è dovuta all'energia termica somministratagli. L'acquisizione di energia termica da parte del gas viene confermata dal fatto che il gas aumenta la sua temperatura. Nel caso il gas possa espandersi, compie un lavoro e così consuma parte dell'energia che ha acquisito, raffreddandosi.

### Conversione in energia elettrica
L'energia termica può trasformarsi in altre forme di energia, ad esempio si trasforma in energia elettrica nelle centrali termoelettriche e nucleari, nelle centrali geotermiche e nelle centrali solari termodinamiche.

## Applicazioni
Le applicazioni dell'energia termica sono dunque sostanzialmente:
- nel riscaldamento e cottura dei cibi una volta prodotta da fonti di energia;
- nella produzione di energia meccanica e energia elettrica dopo averla appositamente convertita;